# Agromyza bromi
Agromyza bromi este o specie de muște din genul Agromyza, familia Agromyzidae, descrisă de Spencer în anul 1966.
Este endemică în Germania. Conform Catalogue of Life specia Agromyza bromi nu are subspecii cunoscute.